# Avatiques
Les Avatiques (Avatici en latin) sont un peuple celto-ligure, appartenant à la fédération des Salyens, qui vivait à l'ouest et au sud de l'étang de Berre sur un territoire centré sur l'actuelle ville de Martigues. Ils sont ainsi mentionnés par Pomponius Mela : « Entre Massilia et le Rhône, les Avatiques possèdent Maritima sur les bords d'un lac ».
Cette localisation les place entre les principales colonies des Bouches-du-Rhône que furent l'oppidum de Saint-Blaise et Marseille. Depuis 1977, plusieurs sites occupés par les Avatiques ont été fouillés. Ces recherches ont révélé de nombreux villages, quelques oppida mais sont pour l'instant demeurées sur la partie ouest de la chaîne de collines de la Nerthe.
Les Avatiques ont eu assez tôt des contacts avec les Phocéens installés à Marseille et le long du littoral. Ils semblent ainsi être les premiers indigènes à avoir utilisé l'écriture grecque vers la fin du IIIe siècle av. J.-C..

## Chronologie
- Vers 650 av. J-C : Fondation par les Étrusques de l'oppidum de Saint-Blaise entre les étangs du Pourra et de Lavalduc sur l'actuelle commune de Saint-Mitre-les-Remparts[3].
- Vers 640 av. J-C : Apparition du village côtier des Tamaris vers l'actuelle limite entre les communes de Martigues et de Sausset-les-Pins. Une agglomération de 1,5 à 2,5 hectares se maintient une ou deux générations[4].
- Vers 625 av. J-C : Apparition du village côtier de l'Arquet quelques kilomètres à l'ouest des Tamaris[4].
- VI-Ve siècle av. J-C : Occupation de plusieurs petits villages situés dans des lieux difficiles d'accès (oppida de Castillon, de l'Escourillon et de la Mourre du Bœuf)
- Vers 560 av. J-C : Disparition des villages de l'Arquet et des Tamaris[4].
- Vers 550 av. J-C : Apparition d'un village qui deviendra ensuite l'oppidum de Saint-Pierre sur la colline du même nom[5]  Il va s'imposer comme la principale agglomération indigène (jusqu'à 4-5 hectares) à l'ouest de la Nerthe en étant continuellement occupé[4].
- Vers 475 av. J-C : Apparition du premier village de l'Ile [6],[4].
- Vers 440-430 av. J-C : Le village de l'Ile est militairement détruit, probablement par les Phocéens de Massalia[4]. Le lieu est rapidement réoccupé.
- Vers 425 av. J-C : Reconstruction d'un village sur le cap de l'Arquet[7].
- Vers 375-360 av. J-C : Nouvelle destruction militaire du village de l'Ile[4] et nouvelle rapide reconstruction.
- Vers 325 av. J-C : Les Phocéens commencent à chercher à s'étendre le long de la Côte Bleue vers l'embouchure du Rhône. Ils détruisent le second village de l'Arquet[8].
- IIIe siècle : les Phocéens commencent à construire des installations permanentes le long de la côte Bleue[8].
- Vers 200 - 190 av. J-C : Guerre entre les Avatiques et les Phocéens. Elle mène à l'incendie et à la destruction du village de l'Île[4].
- 181 av. J-C : Massalia fait appel à Rome pour se défendre contre les attaques des indigènes.
- Vers 125 av. J-C : Destruction de l'oppidum de Saint-Blaise par les Romains ou par un peuple indigène[4].
- 123 av. J-C : les Romains détruisent l'oppidum d'Entremont, capitale des Salyens.
- Vers 104 - 102 av. J-C : les Romains occupent directement le territoire avatique et creusent le premier canal dans l'étang de Caronte[4].
- 49 av. J-C : Marseille est prise par César. De nombreux sites gaulois sont détruits à cette période. L'oppidum de Saint-Pierre traverse cependant intact la crise[4].
- Ier siècle av. J.-C. : Les Romains fondent Maritima Avaticorum. Elle deviendra la principale agglomération avatique jusqu'au déclin de l'empire romain[4].
- Ier siècle : L'oppidum de Saint-Pierre est abandonné[4].

## Sites et vestiges archéologiques
- L'Arquet.
- L'Escourillon
- Oppidum de Castillon
- Oppidum de la Mourre du Bœuf
- Ile de Martigues (archéologie).
- Maritima Avaticorum.
- Oppidum de Saint-Pierre.
- Tamaris (archéologie).

## Photographies des vestiges actuels

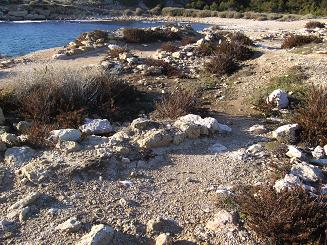
Vestiges d'habitations sur la partie sud du site de l'Arquet.
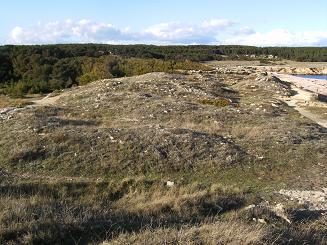
Vue de la couche d'effondrement sur l'ouvrage défensif au nord du site de l'Arquet.
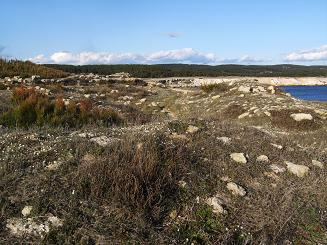
Vue de la zone centrale du site de l'Arquet.
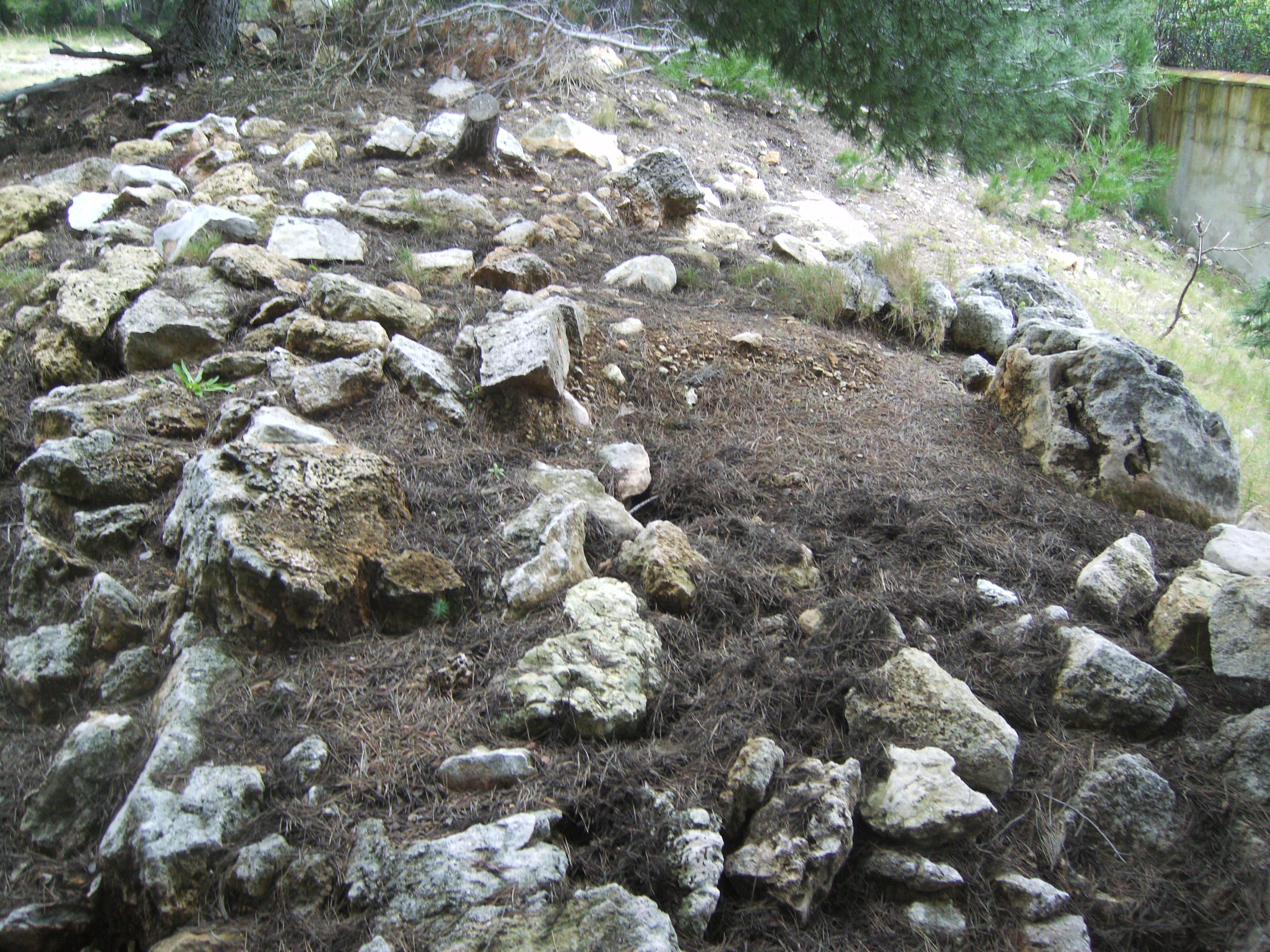
Vestiges du rempart nord du site des Tamaris.
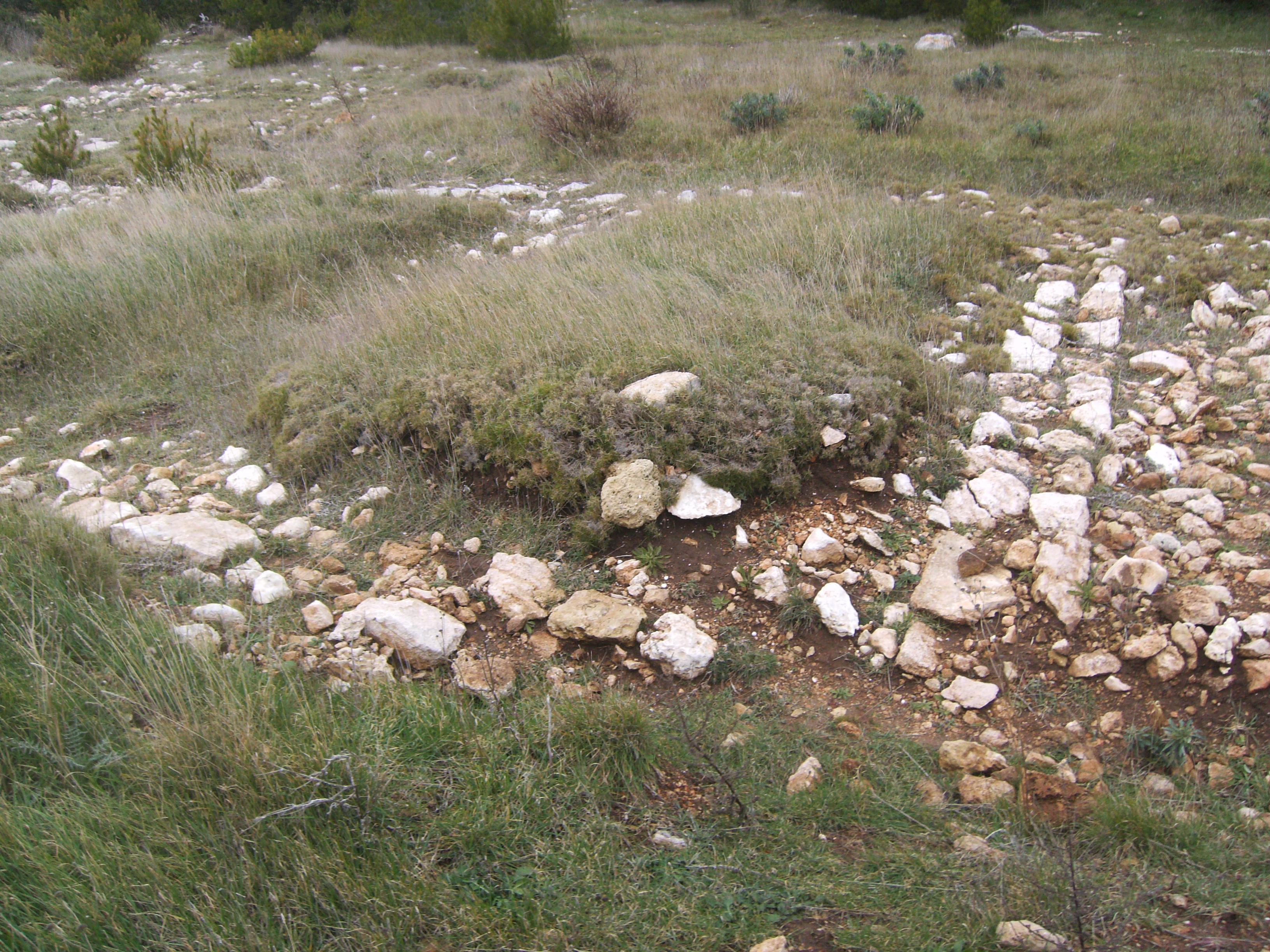
Vestiges des murs d'une habitation de la partie du site des Tamaris.
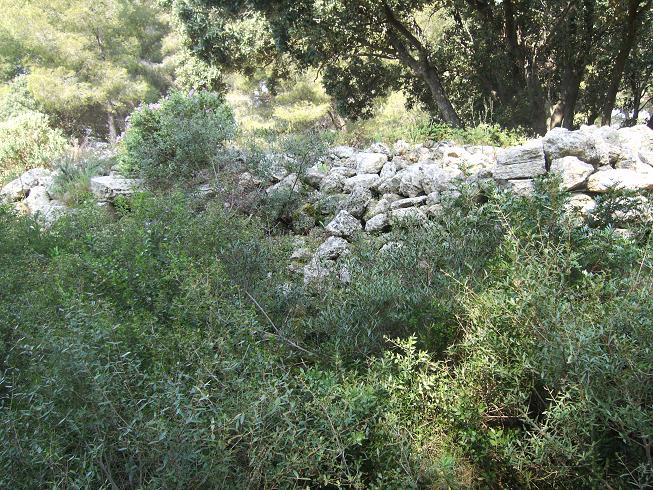
Vestiges du rempart de l'oppidum de Castillon.